# Población Obrera Unión
La Población Obrera Unión es un edificio ubicado en el camino Cintura en el cerro Cordillera, en la ciudad de Valparaíso, Chile. Declarado Inmueble de Conservación Histórica por su valor patrimonial, fue donado en 1898 por Juana Ross para ser habitado por familias obreras.

## Historia
Fue donado en 1898 por Juana Ross, y comprendía 54 departamentos de una o dos habitaciones, y una torre central con servicios sanitarios. Esta torre de servicios fue demolida en los años 1960, y fue reemplazada por un nuevo sector de servicios en la zona norte del edificio, que se derrumbó por la humedad en 1971.

## Descripción
Es un edificio de tres niveles construidos en torno a un patio central, y que presenta corredores perimetrales para dar acceso a las viviendas.